# شهرستان لاننبورگ، نوا اسکوشیا
شهرستان لاننبورگ (به انگلیسی: Lunenburg County) یک شهرستان در استان نوا اسکوشیا است. مهمترین مرکزهای اسکان در لاننبورگ شامل بریج واتر، لاننبورگ و خلیج ماهونه می‌شود. نام این شهرستان به افتخار یک پادشاه بریتانیایی نامگذاری شده است. جمعیت آن بر اساس گزارش اداره آمار کانادا ۴۷٬۱۲۶ نفر و مساحت آن ۲٬۹۰۷٫۹۳ کیلومترمربع می‌باشد.